# Třída Vulcano
Třída Vulcano je třída zásobovacích a podpůrných lodí (LSS – logistic support ship) Italského námořnictva. Celkem byly objednány dvě jednotky této třídy. Prototypová jednotka Vulcano je ve službě od roku 2021. Derivátem třídy Vulcano jsou francouzské zásobovací lodě třídy Jacques Chevallier.

## Stavba
Stavba zásobovací lodě Vulcano byla objednána roku 2015 v rámci rozsáhlého programu modernizace italské floty. Jeho součástí bylo ještě šest víceúčelových hlídkových lodí třídy Thaon di Revel a vrtulníková výsadková loď Trieste (L9890). Plavidlo má modulární koncepci a tvoří jej dva základní celky (přední a zadní), postavené odděleně v různých loděnicích společnosti Fincantieri. Zadní část prototypu Vulcano postavila loděnice v Riva Trigoso v Janově a příďovou loděnice v Castellammare di Staia v Neapoli. Slavnostní řezání oceli proběhlo 9. února 2016. Obě poloviny prototypu byly spojeny v loděnici Muggiano v La Spezia. Dokončení prototypu zkomplikoval požár, který 22. července 2018 vypukl ve strojovně. Prototyp Vulcano byl do služby přijat 12. března 2021.
První řezání oceli na druhou jednotku proběhlo 20. července 2022 v loděnici Castellammare di Stabia.
Jednotky třídy Vulcano:
| Jméno           | První řezání oceli | Založení kýlu     | Spuštěna        | Vstup do služby | Status    |
| --------------- | ------------------ | ----------------- | --------------- | --------------- | --------- |
| Vulcano (A5335) | 9. února 2016      | 12. července 2016 | 22. června 2018 | 12. března 2021 | aktivní   |
| Atlante (A5336) | 20. července 2022  | 28. června 2023   | 18. května 2024 | 2025 (plán)     | ve stavbě |
|                 |                    | 8. srpna 2024     |                 |                 | ve stavbě |

## Konstrukce
Plavidlo je vybaveno dvěma navigačními radary a přehledovým radarem 2D RAN 21S. Je vyzbrojena jedním 76mm kanónem a dvěma 25mm kanóny. Posádku tvoří 167 osob, přičemž na palubě jsou kajuty až pro 200 osob (včetně 12 v palubní nemocnici). Úkolem Vulcano je zásobovat další plavidla palivem, leteckým palivem, vodou, náhradními díly, municí či potravinami. Je vybavena dvěma zásobovacími stanicemi na každém boku a pátou zásobovací stanicí na zádi. Dále je vybavena palubní nemocnicí s 12 lůžky, zařízením na výrobu elektrické energie a pitné vody. Je schopná zajišťovat opravy a údržbu dalších plavidel na volném moři. Na zádi je vybavena přistávací plochou pro jeden vrtulník (včetně těžkých strojů CH-53 Sea Stallion, případně konvertoplánu V-22 Osprey). Hangár plavidla pojme až dva střední vrtulníky EH-101. Pohonný systém je koncepce CODLAD. Nejvyšší rychlost dosáhne 20 uzlů a cestovní 16 uzlů. Dosah je 7000 námořních mil a vytrvalost 30 dnů.

## Export
V říjnu 2018 se k programu LSS připojila Francie, která v rámci programu FLOTLOG (FLOTte LOGistique) hledá náhradu za jednotrupé tankery třídy Durance v podobě nové generace plavidel označených Bâtiments Ravitailleurs de Force (BRF). Dne 30. ledna 2019 byla objednána stavba celkem čtyř jednotek třídy Jacques Chevallier v hodnotě 1,7 miliardy euro. Stavbu zajistí francouzské loděnice Chantiers de l’Atlantique (CdA, původně STX Europe) a Naval Group ve spolupráci s Fincantieri. První pár plavidel má být dodán roku 2025. Oproti italské Vulcano budou o něco větší (výtlak 31 000 t, délka 194 m, šířka 27 m, rychlost 20 uzlů). Mají mít kapacitu 13 000 m3 paliva a dalších 1500 t munice, zásob a proviantu. Plánovanou výzbroj tvoří dva 40mm kanóny Bofors Mk.4. V prosinci 2019 loděnice CdA objednala stavbu příďových sekcí francouzských tankerů u svého italského partnera Fincantieri. Stavbu provede v letech 2021–2027 loděnice v Castellammare di Staia.